# Estação Parque O'Higgins
A Estação Parque O'Higgins  é uma das estações do Metrô de Santiago, situada em Santiago, entre a Estação Toesca e a Estação Rondizzoni. Faz parte da Linha 2.
Foi inaugurada em 31 de março de 1978. Localiza-se no cruzamento da Rodovia Central com a Avenida Matta. Atende a comuna de Santiago.